# Трибусвинкель
Трибусвинкель (нем. Tribuswinkel) — город  в Австрии, в федеральной земле Нижняя Австрия.
Входит в состав округа Баден. Население 3847 чел. Занимает площадь 6,92 км². 

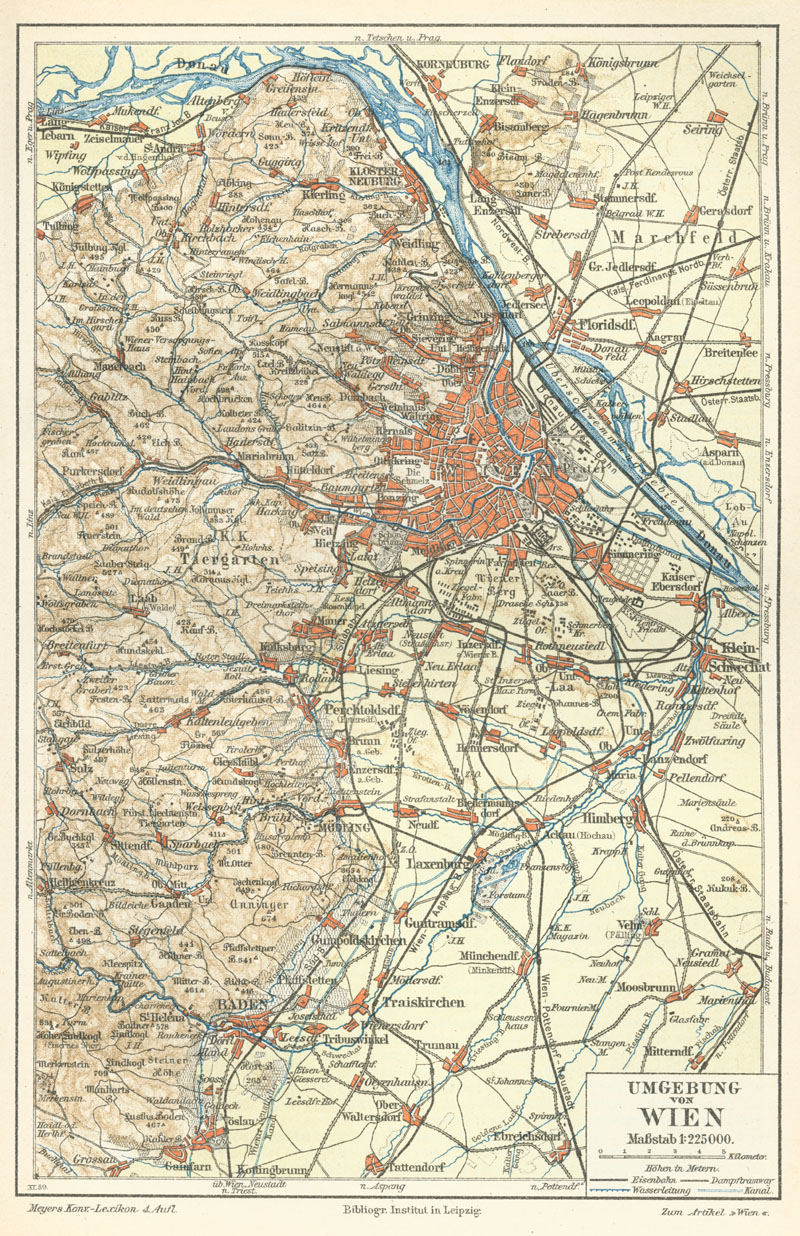
Трибусвинкель

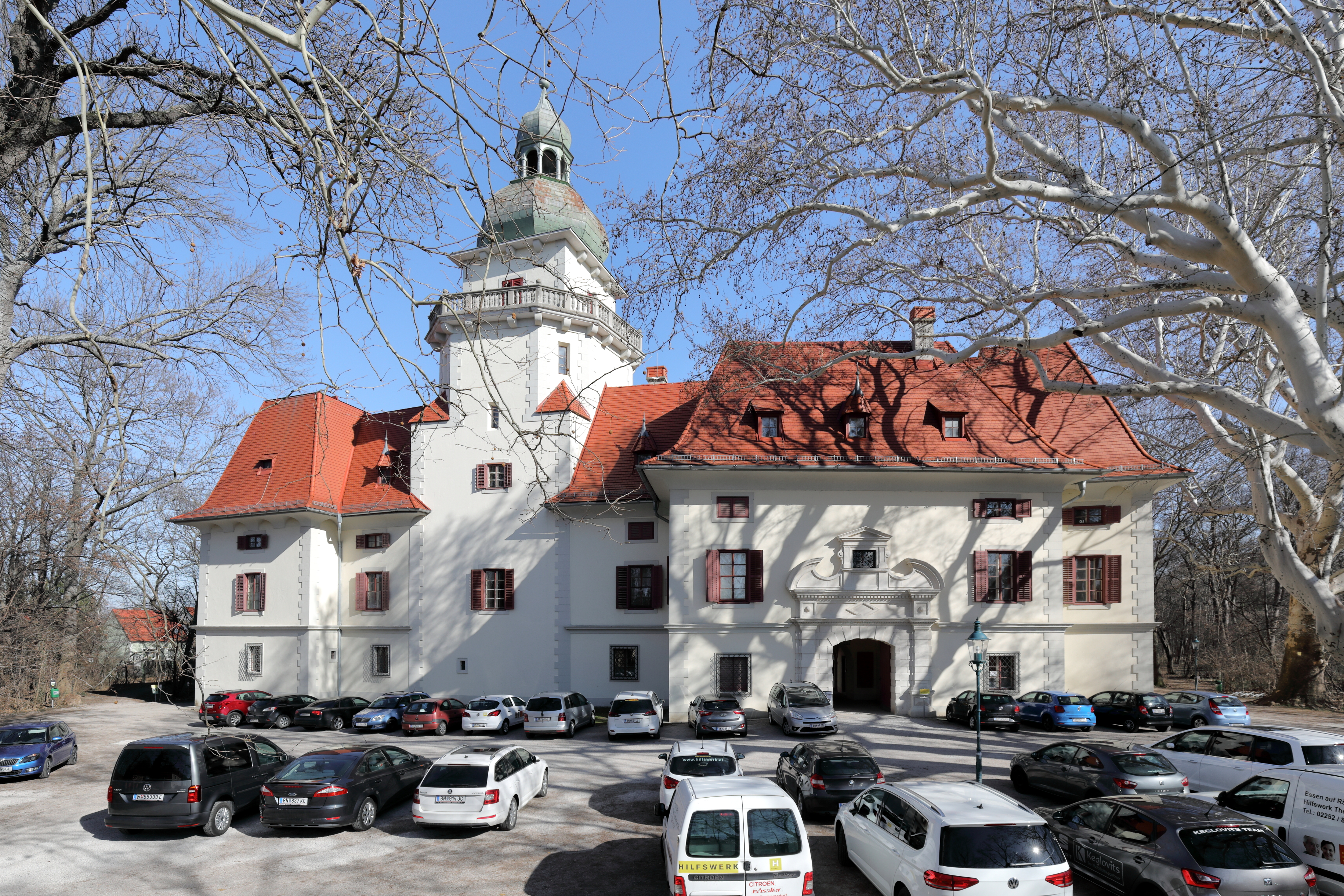
Замок